# 弗拉迪米尔·格尔比奇
弗拉迪米尔·格尔比奇（羅馬化：Vladimir Grbić，1970年12月14日—），塞尔维亚男子排球运动员。他曾代表南联盟、塞尔维亚和黑山参加1996年、2000年和2004年夏季奥林匹克运动会排球比赛，获得一枚金牌和一枚铜牌。

## 家庭
弟弟尼古拉·格尔比奇。